# Limpieza sueca para la muerte

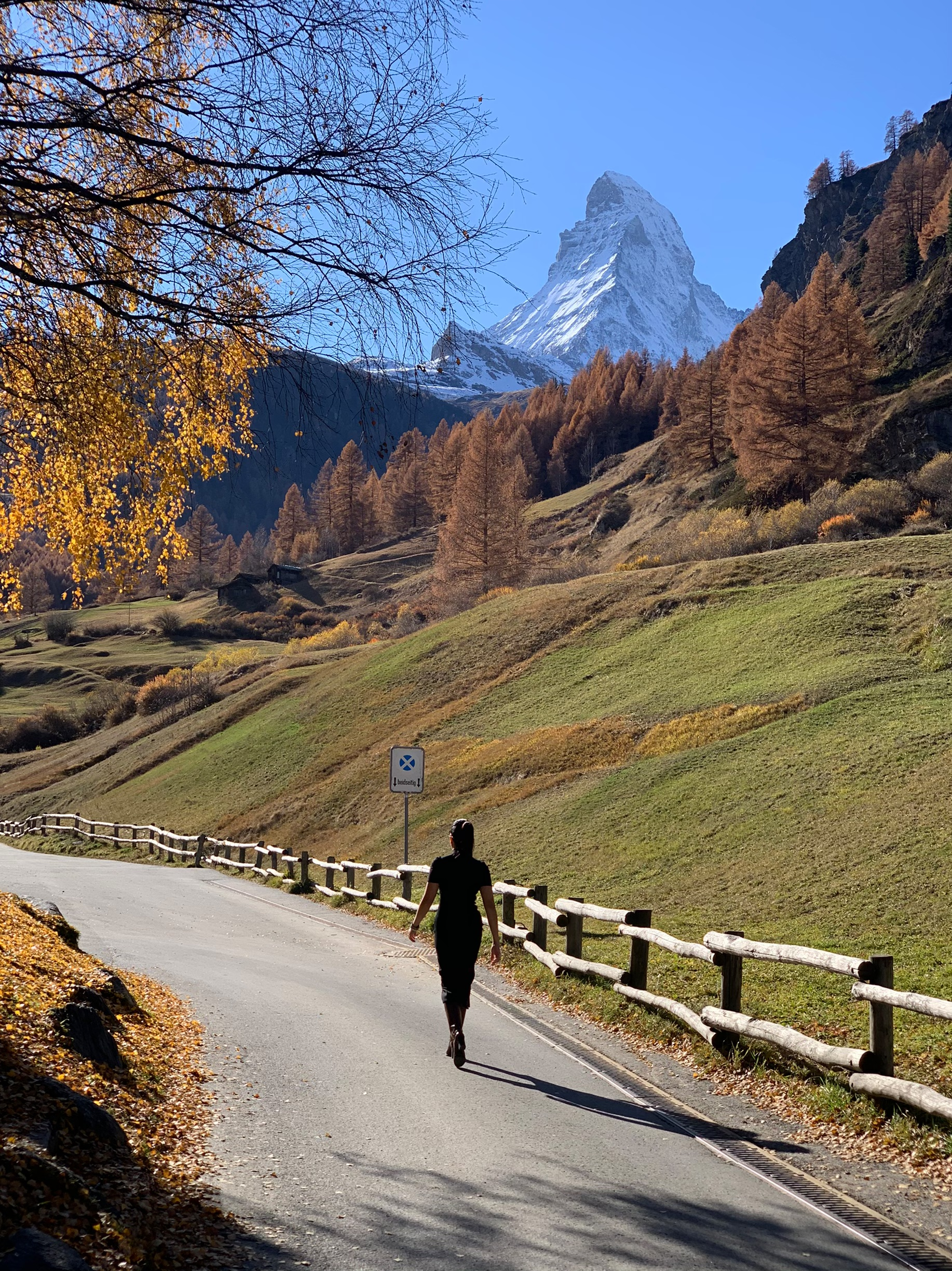
La idea central de esta práctica es eliminar las cosas innecesarias y poner el hogar en orden a medida que se envejece

La limpieza sueca para la muerte o limpieza sueca de la muerte, originalmente en sueco döstädning, palabra que incorpora las voces dö - muerte y städning - limpieza, es una práctica cultural que se gestó en Suecia, la cual aborda la preparación individual para la muerte, partiendo de la reflexión personal y de la toma de conciencia en la necesidad de reducir nuestros bienes materiales.

## Reflexión Personal
En la esencia de la práctica döstädning hay una reflexión personal profunda, que implica una evaluación meticulosa de las posesiones personales y su significado. La introspección incluye una consideración ponderada de la importancia, tanto sentimental como práctica de cada objeto. Fotografías, recuerdos y bienes materiales deben ser sometidos a un escrutinio exhaustivo, con el propósito de discernir si contribuyen positivamente a la calidad de vida.
Este proceso de evaluación no se limita exclusivamente a los bienes materiales y tangibles y a la eliminación de elementos superfluos, pudiéndose extender a la evaluación de las relaciones personales y las experiencias de vida, y qué queremos dejar para después de nuestra muerte.